# Арахіс
Ара́хіс (Arachis) — рід рослин родини бобових. Містить кілька десятків видів, що дико ростуть у Південній Америці.
Поширений у культурі у деяких країнах (Узбекистан, Індія, Китай, США та багато країн Африки). Щонайменш один вид, арахіс культурний або підземний (A. hypogaea) — широко культивується як олійна культура.
Представники роду — однорічні трав'яні рослини 25—35 см заввишки. Прилистки великі, частково зрощені з квітковими ніжками. Листки парноперисті, із чотирма овально-яйцеподібними листочками. Суцвіття пазушні, зазвичай зведені до одної квітки або китиці квіток. Квітки сидячі або на коротких ніжках. Чашечка плівкова, 5-лопатева. Віночок жовтий. Тичинок 10. Плід — підземний біб, видовжено-циліндричний, 1-5-насінний. Насіння деяких видів їстівне, містить багато олії та білків і через це, служить основним джерелом (замінником їжі тваринного походження) для веганів. Арахіс зрідка їдять сирим. Замість цього його найчастіше вживають у смаженому вигляді або як арахісову пасту. Найсмачнішим вважається узбецький арахіс.

## Види
- A. africana Burm.f.

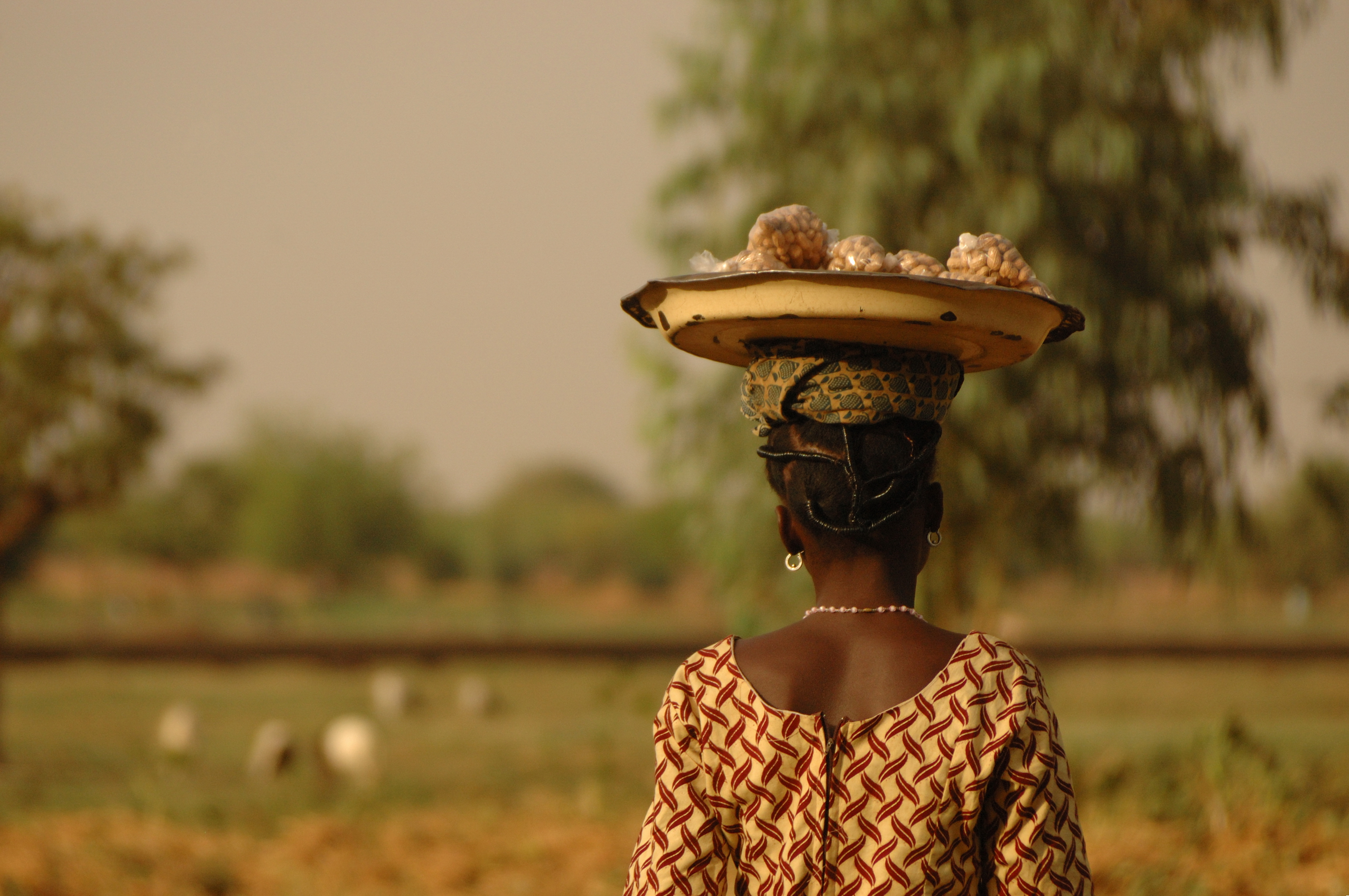
Продавчиня арахісу в Уагадугу

- A. appressipila Krapov. & W. C. Greg.
- A. archeri Krapov. & W. C. Greg.
- A. batizocoi Krapov. & W. C. Greg.
- A. benensis
- A. benthamii Handro
- A. brevipetiolata Krapov. & W. C. Greg.
- A. burchellii Krapov. & W. C. Greg.
- A. burkartii Handro
- A. cardenasii Krapov. & W. C. Greg.
- A. chiquitana Krapov. & W. C. Greg.
- A. correntina (Burkart) Krapov. & W. C. Greg.
- A. cruziana
- A. cryptopotamica Krapov. & W. C. Greg.
- A. dardani Krapov. & W. C. Greg.
- A. decora
- A. diogoi Hoehne
- A. douradiana Krapov. & W. C. Greg.
- A. duranensis Krapov. & W. C. Greg.
- A. giacomettii
- A. glabrata
- A. glandulifera Stalker
- A. gracilis Krapov. & W. C. Greg.
- A. gregoryi
- A. guaranitica Chodat & Hassl.
- A. hatschbachii Krapov. & W. C. Greg.
- A. helodes Mart. ex Krapov. & Rigoni
- A. hermannii Krapov. & W. C. Greg.
- A. herzogii
- A. hoehnei Krapov. & W. C. Greg.
- A. hypogaea — арахіс культурний
- A. interrupta Valls & C. E. Simpson
- A. ipaënsis
- A. kempff-mercadoi
- A. kretschmeri Krapov. & W. C. Greg.
- A. kuhlmannii Krapov. & W. C. Greg.
- A. lignosa (Chodat & Hassl.) Krapov. & W. C. Greg.
- A. linearifolia
- A. lutescens Krapov. & Rigoni
- A. macedoi Krapov. & W. C. Greg.
- A. magna
- A. major Krapov. & W. C. Greg.
- A. marginata
- A. martii Handro
- A. matiensis
- A. microsperma
- A. monticola Krapov. & Rigoni
- A. namyquarae Hoehne
- A. oteroi Krapov. & W. C. Greg.
- A. palustris
- A. paraguariensis Chodat & Hassl.
- A. pflugeae
- A. pietrarellii Krapov. & W. C. Greg.
- A. pintoi Krapov. & W. C. Greg.
- A. praecox
- A. prostrata
- A. pseudovillosa (Chodat & Hassl.) Krapov. & W. C. Greg.
- A. pusilla Benth.
- A. repens Handro
- A. retusa Krapov. & W. C. Greg.
- A. rigonii Krapov. & W. C. Greg.
- A. schininii
- A. seridoënsis
- A. setinervosa Krapov. & W. C. Greg.
- A. simpsonii Krapov. & W. C. Greg.
- A. stenophylla Krapov. & W. C. Greg.
- A. stenosperma Krapov. & W. C. Greg.
- A. subcoriacea Krapov. & W. C. Greg.
- A. sylvestris (A.Chev.) A.Chev.
- A. trinitensis Krapov. & W. C. Greg.
- A. triseminata Krapov. & W. C. Greg.
- A. tuberosa Benth.
- A. valida Krapov. & W. C. Greg.
- A. vallsii Krapov. & W. C. Greg.
- A. villosa Benth.
- A. villosulicarpa Hoehne
- A. williamsii Krapov. & W. C. Greg.

## Галерея

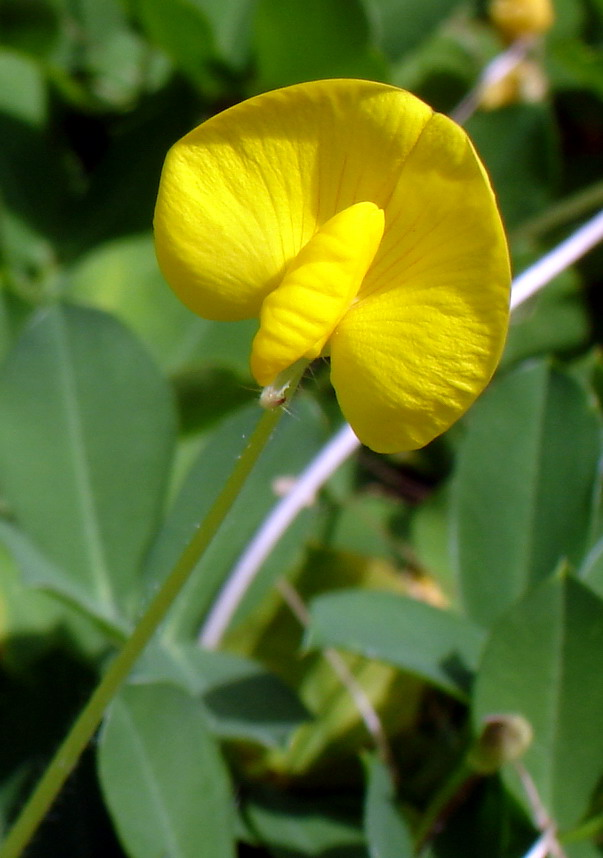
Квітка Arachis glabrata
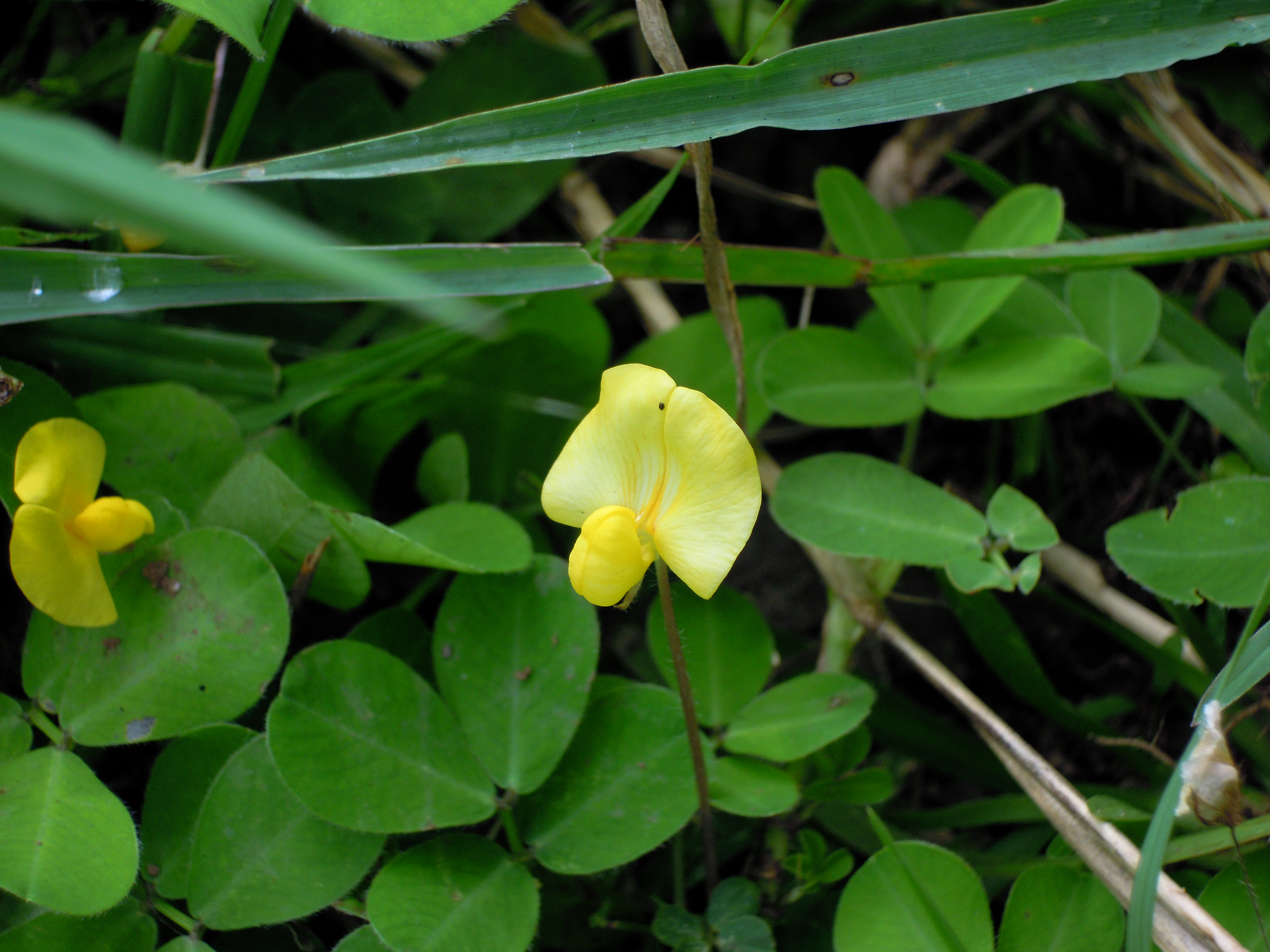
Arachis pintoi
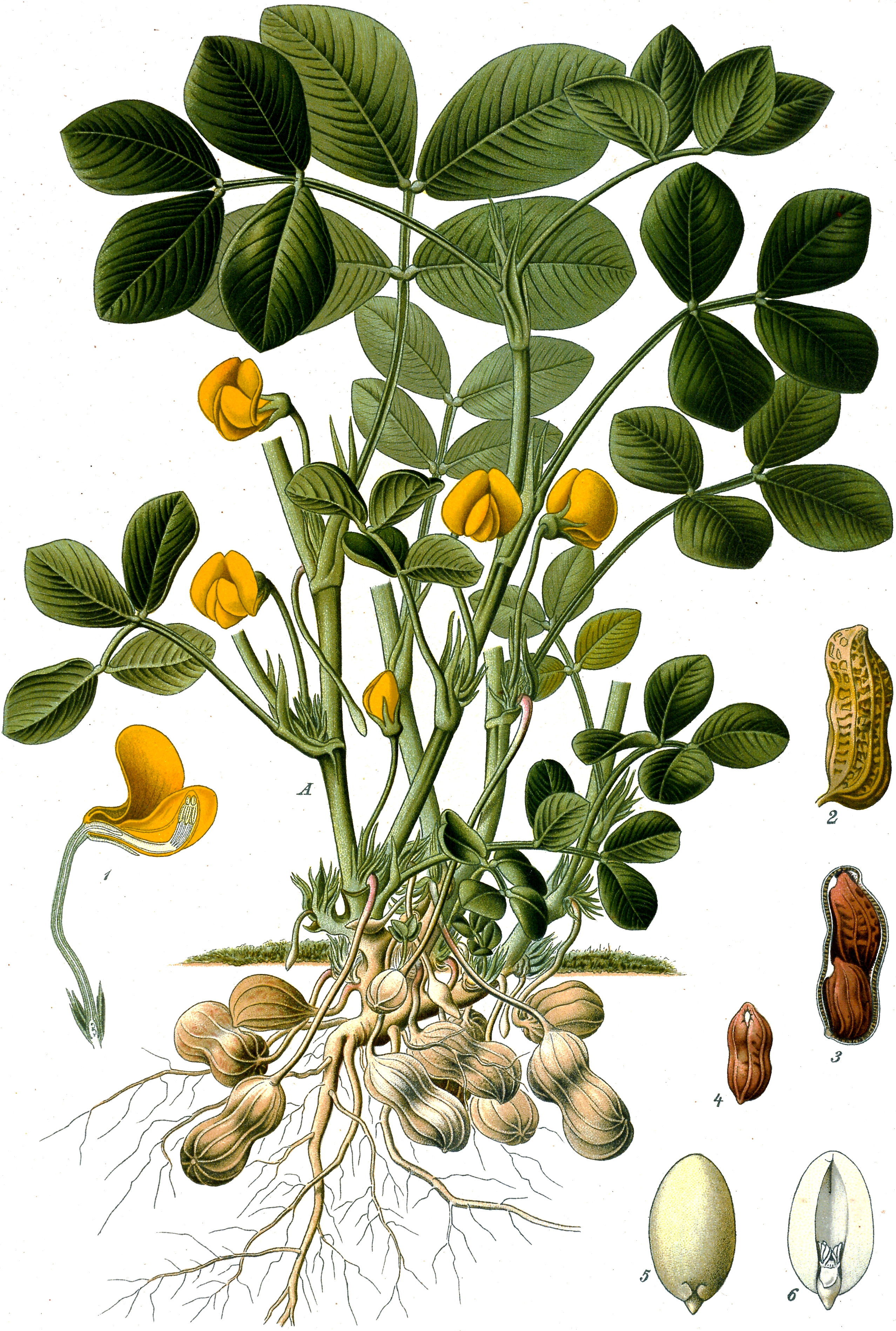
Ілюстрація Arachis hypogaea